# ويليام إم. كار
ويليام إم. كار (بالإنجليزية: William M. Carr)‏ هو عسكري أمريكي، ولد في 25 نوفمبر 1829 في بالتيمور في الولايات المتحدة، وتوفي في 2 مايو 1884.